# Daniel Reisiegel
Daniel Reisiegel (* 11. června 1973 Praha) je český politik ODS, v letech 2006–2010 poslanec Parlamentu ČR, pak člen kolegia Nejvyššího kontrolního úřadu.

## Biografie
Absolvoval Vysokou školu ekonomickou v Praze (obor veřejné finance a hospodářská politika). Pracoval jako daňový poradce. Od roku 1999 byl členem Komory auditorů ČR a od roku 2000 i Komory daňových poradců ČR. Je ženatý, má dceru a syna.
Do ODS vstoupil roku 1997. Roku 2005 se stal předsedou místního sdružení ODS Žižkov I. Od roku 1999 byl i členem oblastní rady ODS Praha 3 a od roku 2005 členem regionální rady ODS Praha.
V komunálních volbách roku 1998 neúspěšně kandidoval do zastupitelstva městského obvodu Praha 3 za ODS. Zvolen sem byl v komunálních volbách roku 2002 a komunálních volbách roku 2006. Profesně se uvádí k roku 1998 jako poradce, v roce 2002 coby daňový poradce k roku 2006 jako poslanec a zástupce starosty.
Ve volbách v roce 2006 byl zvolen do poslanecké sněmovny za ODS (volební obvod Praha). Působil jako člen zahraničního výboru a místopředseda kontrolního výboru sněmovny. Ve sněmovně setrval do dubna 2010, kdy krátce před koncem funkčního období sněmovny rezignoval na poslanecký mandát. Ve sněmovně ho ještě krátce do voleb nahradila Klára Slámová, která původně kandidovala za ODS, ale v době nástupu do sněmovny již byla členkou strany Suverenita.
Ze sněmovny odešel Reisiegel, protože se stal členem kolegia Nejvyššího kontrolního úřadu. Jeho tehdejší prezident František Dohnal Reisiegelův nástup komentoval pozitivně, protože „je původní profesí velmi blízký činnosti Nejvyššího kontrolního úřadu.“ Reisiegel byl totiž profesí finančním auditorem a působil rovněž jako auditor Meziparlamentní unie.